# Смоґолиці
Смоґолиці (пол. Smogolice) — село в Польщі, у гміні Старґард Старгардського повіту Західнопоморського воєводства.
Населення — 101 особа (2011).
У 1975-1998 роках село належало до Щецинського воєводства.

## Демографія
Демографічна структура станом на 31 березня 2011 року:
|          | Загалом | Допрацездатний вік | Працездатний вік | Постпрацездатний вік |
| -------- | ------- | ------------------ | ---------------- | -------------------- |
| Чоловіки | 46      | 7                  | 34               | 5                    |
| Жінки    | 55      | 14                 | 29               | 12                   |
| Разом    | 101     | 21                 | 63               | 17                   |